# Herta Ware
Herta Ware (* 19. Juni 1917 in Wilmington, Delaware, USA; † 15. August 2005 in Los Angeles, Kalifornien) war eine US-amerikanische Schauspielerin und Theaterprinzipalin.

## Die frühen Jahre
Herta Ware wurde als Herta Schwartz als Tochter eines Künstlerehepaares geboren. Ihre Mutter Helen Ware war Musikerin und Geigenlehrerin, ihr in Budapest geborener Vater Lazlo Schwartz war Schauspieler. Ihre Großmutter mütterlicherseits war die Gewerkschaftsaktivistin und Sozialistin Ella Reeve Bloor, auch als „Mother Bloor“ bekannt, und auch ihr Onkel Harold Ware war ein bekannter Aktivist. Ware begann ihre Schauspielkarriere in den frühen 30er Jahren am Broadway. Dort lernte sie ihren späteren Ehemann Will Geer kennen, den sie 1938 heiratete und mit dem sie 1941 Tochter Ellen Geer und später zwei weitere Kinder bekam.

## Soziales und politisches Engagement
Das Ehepaar engagierte sich sowohl sozial als auch politisch. Bereits Herta Wares Großmutter, die Gewerkschafterin Ella Reeve Bloor (1862–1951), war zu Beginn des Jahrhunderts Mitglied der Socialist Party of America geworden. Ware und Geer reisten in der Zeit der großen Depression mit den befreundeten Liedermachern Woody Guthrie und Pete Seeger durch Amerika und spielten vor allem für ein Arbeiterpublikum. 1940 ließen sie sich in Los Angeles nieder. In der McCarthy-Ära erhielt Geer als Kommunist Berufsverbot, da er sich weigerte, mit dem Komitee für unamerikanische Umtriebe zusammenzuarbeiten.

## Theatricum Botanicum
Daraufhin zog das Ehepaar nach Topanga, Kalifornien, wo sie ein kleines Theater gründeten, aus dem 1973 das Theatricum Botanicum entstand, das vor allem politisch verfolgten Bühnenschaffenden Arbeit bot.
In den 50er Jahren trennte sich das Paar. Nachdem auch Herta Wares zweite Ehe mit dem Schauspielkollegen David Marshall geschieden wurde, kehrte sie nach Topanga zurück und leitete erst gemeinsam mit Geer, zu dem sie zeitlebens eine Freundschaft verband, und nach dessen Tod allein das erfolgreiche Theater, das inzwischen auch Schauspielkurse anbietet und von der gemeinsamen Tochter Ellen Geer geleitet wird.

## Film- und Fernsehkarriere
Erst mit über 60 Jahren begann Herta Ware, auch Rollen in Film- und Fernsehproduktionen anzunehmen. 1980 gab sie in der Komödie Hollywood Cops – Nieten unter sich ihr Spielfilmdebüt. In den folgenden 20 Jahren ihrer Karriere spielte Herta Ware zahlreiche Charakterrollen in Großproduktionen wie dem Science-Fiction-Film 2010 – Das Jahr, in dem wir Kontakt aufnehmen, in Ron Howards Cocoon-Filmen, neben Meg Ryan in Promised Land, neben Kevin Kline, Whoopi Goldberg und Sally Field in der Satire Lieblingsfeinde – Eine Seifenoper, neben Ben Kingsley im Science-Fiction-Shocker Species, neben Sarah Michelle Gellar in der Choderlos-de-Laclos-Adaption Eiskalte Engel sowie neben Sandra Bullock und Nicole Kidman in der Fantasy-Komödie Zauberhafte Schwestern. Daneben übernahm sie zahlreiche Gastauftritte in Fernsehserien wie Unter der Sonne Kaliforniens, Emergency Room, Golden Girls und Star Trek – The Next Generation als Mutter von Jean-Luc Picard (Patrick Stewart).
2000 veröffentlichte Herta Ware ihre Memoiren unter dem Titel Fantastic Journey, My Life With Will Geer. Am 15. August 2005 starb sie im Alter von 88 Jahren im Kreise ihrer Familie in Los Angeles.

## Filmografie (Auswahl)
- 1980: Hollywood Cops – Nieten unter sich (The Black Marble)
- 1980: Dr. Heckyl & Mr. Hype
- 1984: 2010 – Das Jahr, in dem wir Kontakt aufnehmen (2010: The Year We Make Contact)
- 1985: Cocoon
- 1987: Blondinen sterben früher (Slam Dance)
- 1988: Cocoon II – Die Rückkehr (Cocoon: The Return)
- 1988: Critters 2 – Sie kehren zurück (Critters 2: The Main Course)
- 1991: Lieblingsfeinde – Eine Seifenoper (Soapdish)
- 1992: Crazy in Love
- 1995: Species
- 1998: Zauberhafte Schwestern (Practical Magic)
- 1999: Held Up – Achtung Geiselnahme! (Held Up!)
- 1999: Eiskalte Engel (Cruel Intentions)
- 1998, 1999: X-Factor: Das Unfassbare (Beyond Belief: Fact or Fiction, Fernsehserie, 2 Folgen)
- 2000: Beautiful